# جنکینسویل (کارولینای جنوبی)

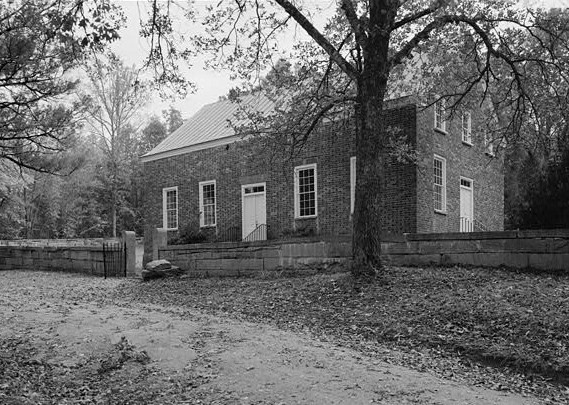
نگاره‌ای کهن از کلیسای جنکینسویل در ایالت کارولینای جنوبی - ۱۹۸۶

جنکینسویل(به انگلیسی: Jenkinsville) شهری در ایالت کارولینای جنوبی کشور ایالات متحده آمریکا است که جمعیت آن در سرشماری سال ۲۰۱۰ میلادی، ۴۶ نفر بوده‌است.